# Норман Бейтс
Но́рман Бейтс (англ. Norman Bates) — персонаж, убийца, психопат, страдающий раздвоением личности, созданный писателем Робертом Блохом, герой знаменитого триллера Альфреда Хичкока «Психо» и его сиквелов. Прообразом Нормана Бейтса является реальный серийный убийца Эд Гин.

## Биография

### События фильмов
Смерть отца, которую Норман пережил в детстве, чрезвычайно сильно отразилась на его психике. Он стал замкнут, чувствовал себя в безопасности только рядом со своей матерью. Когда она нашла себе нового мужчину, Норман из ревности, перешедшей в навязчивый психоз, отравил их обоих. Не желая мириться со смертью матери, он высушил её тело и сделал из нее мумию.
Крайняя степень агрессивности вступила в симбиоз с экспрессивным маниакальным тщеславием. Он начал разговаривать с трупом матери, словно она была живой, одевал и кормил труп, постепенно отдавая ему часть своего сознания. В конце концов, высушенный труп стал захватывать мысли и чувства Нормана Бейтса. Иногда он действительно превращался в свою мать (психически) и имитировал её жизнь. Этот психический феномен в психиатрии называется диссоциативное расстройство идентичности. Норман Бейтс стал потенциально опасен для окружающих, поскольку его «материнская» половина была жестока и беспощадна.
В оригинальной картине «Психо» 1960 года Бэйтса арестовали после убийства молодой женщины по имени Мэри Крейн (в фильме Мэрион) и Милтона Арбагаста, частного детектива, расследующего исчезновение Мэри. Бейтс был объявлен безумным и отправлен в психиатрическую больницу, где окончательно утратил своё психическое равновесие, и его вторая личность полностью завладела им.
Спустя 20 лет в картине «Психо 2» Нормана выпускают из лечебницы и признают полностью здоровым, а предыдущие убийства списывают со счетов. После возвращения в дом матери Нормана начинают преследовать галлюцинации, связанные с матерью. Кроме того, кто-то начинает активно убивать постояльцев отеля. При этом почерк убийцы полностью совпадает с почерком самого Нормана. Как выясняется позже, убийства были совершены с целью подставить Нормана. По официальным данным, убийцами были сестра Мэри Крейн Лайла и её дочь, но на самом деле убийства были совершены Эммой Спул — тётей Нормана, утверждавшей, что она и есть его настоящая мать. Узнав об этом, тот убивает Эмму, и делает из неё новое чучело. Таким образом, болезнь Нормана возобновляется.
В фильме «Психо 3» показано, что некоторое время Норман продолжает жить как прежде: руководить мотелем и жить под гнётом «матери». При этом жестокая материнская сторона продолжает серию убийств. Так продолжается до тех пор, пока журналистка Трейси Венабл не изобличает маньяка, и Нормана вновь помещают в клинику для душевнобольных.
Фильм «Психо 4: В начале» рассказывает о том, что случилось с Норманом позже. Во время лечения в больнице Норман знакомится с медсестрой Конни, которая впоследствии становится его женой. Нормана признают здоровым и выписывают из больницы, он ведёт мирную семейную жизнь. Однако идиллия рушится, когда Норман узнаёт, что его жена забеременела. Боясь, что его ребёнок будет иметь такие же психические отклонения, как и он сам, Норман решает убить жену. Он привозит её в дом матери, и, уже готовый убить её, останавливается. Конни убеждает Нормана, что с её ребёнком всё будет в порядке, и тот её отпускает. После этого Норман решает сжечь дом матери, и, несмотря на многочисленные галлюцинации прежних жертв, в том числе и матери, выполняет свой план. Дом сгорает, труп матери остаётся под обломками, а сам Норман окончательно выздоравливает.

### Романы
Книжная биография Нормана отличается от биографии в фильме. После того, как его арестовывают по подозрению в убийстве Мэри Крейн, Норман продолжает оставаться в лечебнице. Он «частично» выздоравливает, но психика его пошатнулась окончательно. Убив монашку и переодевшись в её одежду, он сбегает, но вскоре попадает в аварию и сгорает в машине. Его «дело» продолжает личный психиатр Нормана — Адам Клейборн.

### Телесериал
В телесериале «Мотель Бейтса» Норман представлен школьником, который вместе с матерью переезжает в город Уайт-Пайн Бэй после трагической смерти отца. Норма Бэйтс покупает мотель семьи Саммерс — в первую ночь на Норму нападает и насилует бывший владелец Кит Саммерс, и Норма убивает его. Мать уговаривает Нормана помочь спрятать тело мужчины и не сообщать о его смерти в полицию.
Норман влюбляется в свою одноклассницу Брэдли, они проводят ночь, но Брэдли говорит Норману, что между ними ничего не может быть. Между тем, в Нормана влюбляется его одноклассница Эмма, вместе с которой Норман пытается разгадать тайну дневника, который был найден в одном из номеров. Из дневника с рисунками становится ясно, что в мотеле держали девушек, похищенных для продажи в секс-рабство. Вскоре выясняется, что к торговле людьми был причастен заместитель шерифа Зак Шелби. Кроме того, Норман страдает от помутнений рассудка с провалами в памяти — в один из таких моментов он убивает своего отца, защищая мать, и Норма скрывает это от сына и делает так, чтобы всё было похоже на несчастный случай.
Во втором сезоне, важную роль в развитии болезни Нормана играет появление Калеба, брата Нормы, который в детстве насиловал сестру, и от которого Норма, в итоге, родила Дилана, старшего брата Нормана.

## Образ

### Жертвы и оружие
Жертвами Нормана стало достаточно много человек. Большинство убийств исходило от его «материнской стороны». Хотя это именно Норман отравил свою мать Норму Бэйтс и её любовника Чеда.
В качестве оружия Норман использует кухонный нож — от его ударов погибли Холли и Глория в «Психо 4: В начале», а также Мэрион Крейн (знаменитая сцена в душе) и частный детектив Милтон Арбогаст, которого Норман к тому же столкнул с лестницы. Убивая свою настоящую мать, Эмму Спул, Норман использовал лопату, перед этим подсыпав яд в её чай.
В картине «Психо 3» Норман вновь использует нож для убийства Мирны и Рути, а также становится причиной смерти Морин, которая погибла, упав на острие статуи. Дюка Норман забил до смерти его же гитарой.

### Исполнители роли
Энтони Перкинс сыграл Бейтса в фильме 1960 года Альфреда Хичкока, а также в трёх его продолжениях. Винс Вон сыграл Бейтса в ремейке Гаса Ван Сента 1998 года («Психоз»), а Курт Поль исполнил эту роль в «Мотеле Бэйтса». Генри Томас сыграл молодого Бейтса в «Психо 4: В начале». В 2013 году Фредди Хаймор сыграл молодого Нормана Бейтса в сериале «Мотель Бейтса».

### Признание
Норман Бейтс занимает второе место в рейтинге злодеев по версии Американского института киноискусства из числа 100 лучших героев и злодеев по версии AFI после Ганнибала Лектера и опережая Дарта Вейдера. Его фраза «Лучший друг мальчика — его мама» также попала на 56 место в списке лучших киноцитат по мнению института. В 2008 году журнал «Empire» поместил его в список «100 величайших киноперсонажей». Также Норман Бейтс занял 4-е место в списке «Величайших киноперсонажей всех времён», по мнению журнала «Premiere». Сайт «IGN» поставил Нормана Бэйтса на 22 место в списке «25 лучших злодеев в ужастиках».